# UM Airlines
UM Airlines of Ukrainian Mediterranean Airlines (Russisch: «Украинско-Средиземноморские Авиалинии», Oekraïens: «Українсько-середземноморські Авіалінїі», Oekraijnsko-seredzemnomorski Avialiniji) is een Oekraïense luchtvaartmaatschappij met haar thuisbasis in Kiev.
UM staat op de zwarte lijst voor luchtvaartmaatschappijen van de Europese Unie.

## Geschiedenis
UM Airlines is opgericht in 1998 door de N.M.T. groep.

## Diensten
UM Airlines voert lijnvluchten uit naar:(zomer 2007)
Binnenland:
- Kiev, Simferopol.

Buitenland:
- Almaty, Amman, Astana, Beiroet, Damascus, Islamabad, Koetaisi, Minsk, Tasjkent, Tbilisi, Teheran,

## Vloot
De vloot van UM Airlines bestaat uit:(juli 2007)
- 2 Douglas DC-9-50
- 3 Douglas DC-9-80
- 2 Tupolev TU-134A
- 1 Yakolev Yak-42D
- 1 Antonov AN-26(A)
- 1 Antonov AN-24RV